# Смит Ајланд (Мериленд)
Смит Ајланд (енгл. Smith Island) насељено је место без административног статуса у америчкој савезној држави Мериленд.

## Демографија
По попису из 2010. године број становника је 276, што је 88 (-24,2%) становника мање него 2000. године.
| Група             | 2000.       | 2010.       |
| Белци             | 357 (98,1%) | 265 (96,0%) |
| Афроамериканци    | 3 (0,8%)    | 6 (2,2%)    |
| Азијати           | 0 (0,0%)    | 2 (0,7%)    |
| Хиспаноамериканци | 0 (0,0%)    | 1 (0,4%)    |
| Укупно            | 364         | 276         |